# 鲍廷博

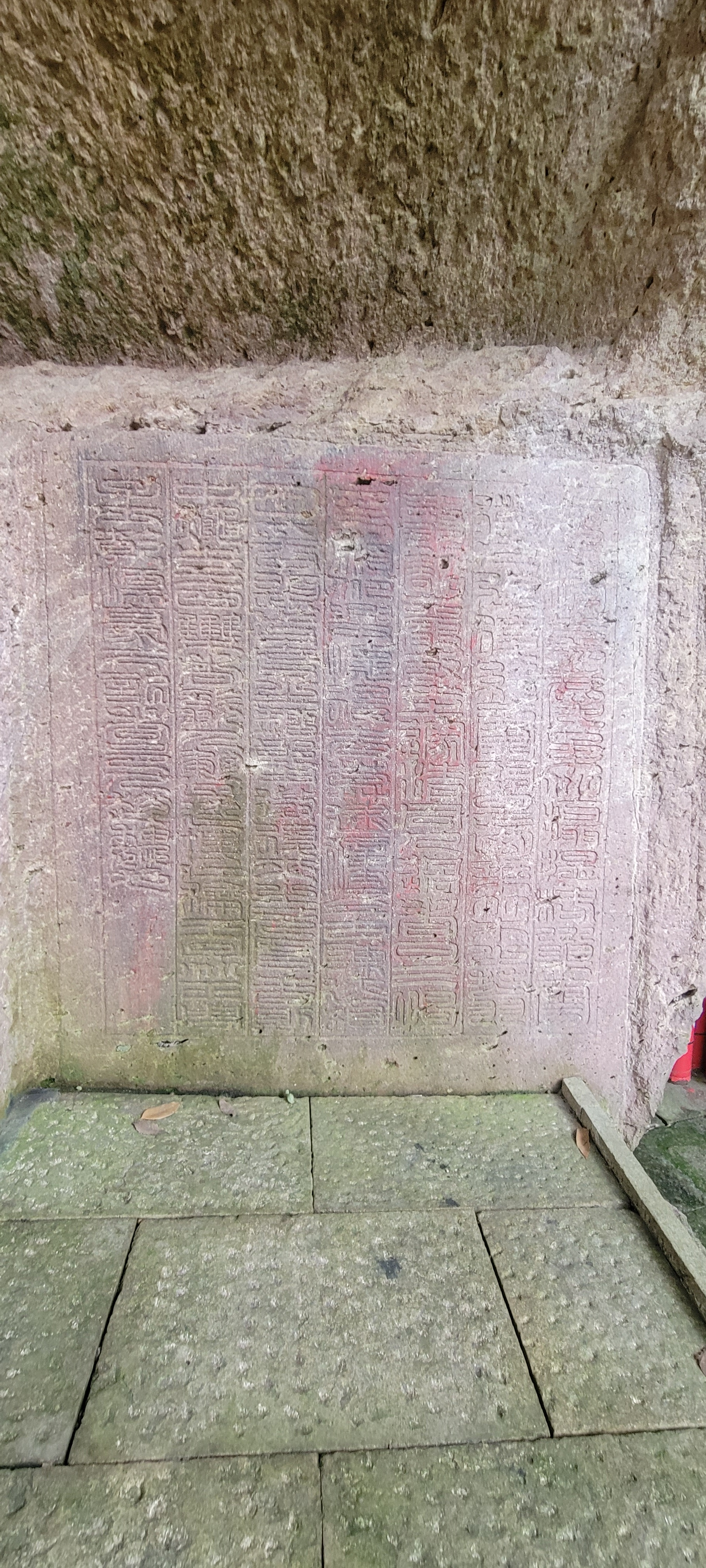
杭州寶石山歸雲洞鮑廷博等人題名篆書

鲍廷博（1728年—1814年），字以文，号渌饮，安徽歙县西乡长塘人。
鲍廷博家世经商，曾祖鲍永顺、祖父鲍贵、父鲍思诩三代在浙江经营盐业。鲍廷博生于杭州，居住棚桥北睦亲坊，系宋代藏书家陈起、陈思的旧居。父母去世后，鲍廷博从杭州迁居桐乡县青镇杨树湾（今乌镇白马墩村杨树浜）。
鲍廷博性情寬厚，好吟詠，家富藏書，“乃购前人书以为欢，既久而所得书益多且精，遂裒然为大藏书家。”。乾隆帝南巡时，鲍廷博“迎銮献颂，获赏大缎二疋。”刊有《知不足斋丛书》二十六集，儿子鲍士恭、孙子鲍正言又续成后4集，历时五十余年。嘉庆十八年(1813年)，八十六岁的鲍廷博被嘉庆帝恩赐为举人。，朱文藻為之序，称其“一编在手，废寝忘食，丹铅无已时。一字之疑，一行之缺，必博征以证之，广询以求之。”。
嘉庆十九年(1814年)，鲍廷博病逝于杨树湾，年八十七岁。
光绪六年(1880)，浙江巡抚谭钟麟重建文澜阁，鲍廷博曾孙鲍寅将朝廷所赐《古今图书集成》捐献给文澜阁。
藏书印有“世守陈编之家”、“老屋三间赐书万卷”。有子鲍士恭。